# De Reek (waterpoort)
De Reek is een nog bestaande waterpoort die de rivier de Jeker overspant in de Nederlandse stad Maastricht. De poort was onderdeel van de tweede stadsomsluiting van Maastricht en ligt in het zuidelijk deel van het Jekerkwartier, in de zogenaamde 'Heksenhoek', grenzend aan de noordzijde van het Stadspark. Vlak voor de poort ligt een sluis om het water te stuwen en achter de waterpoort bevinden zich restanten van de Weyermolens, ook De Reek genoemd. De waterpoort is een rijksmonument.

## Geschiedenis
Het is niet bekend wanneer de waterpoort precies gebouwd is, maar in de 13e eeuw was de Jeker hier al gekanaliseerd, zodat het water de toenmalige grachten kon voeden. De stadspoorten, wallen en grachten in deze omgeving kwamen tot stand vanaf de late 13e eeuw. De waterpoort werd in 1465 voor het eerst genoemd. Een jaar later kreeg de waterpoort een valhek, dat in de poort neergelaten kon worden. 'Reek' is de Maastrichtse benaming voor een valhek.
In 1550 bouwde men een stenen boog over de Jeker. In 1552 verlaagde men waarschijnlijk de muur- of waltorens aan weerszijden van de poort, waarbij ze werden opgevuld met aarde om zo beter bestand te zijn tegen het nieuwe geschut.
In 1674 werd vóór de poort een sluis gebouwd, de Grote of Bonnefantensluis, die in 1766 werd vernieuwd. Hierdoor was het mogelijk het water van de Jeker naar het inundatiegebied aan de zuidzijde van de stad (De Kommen) om te leiden.
In 1959 werd de oostelijke waltoren in oorspronkelijke staat teruggebracht na eerder deels te zijn afgebroken. In 1987-'89 werd het muurwerk vanaf De Reek tot aan de voormalige Sint-Pieterspoort gerestaureerd.

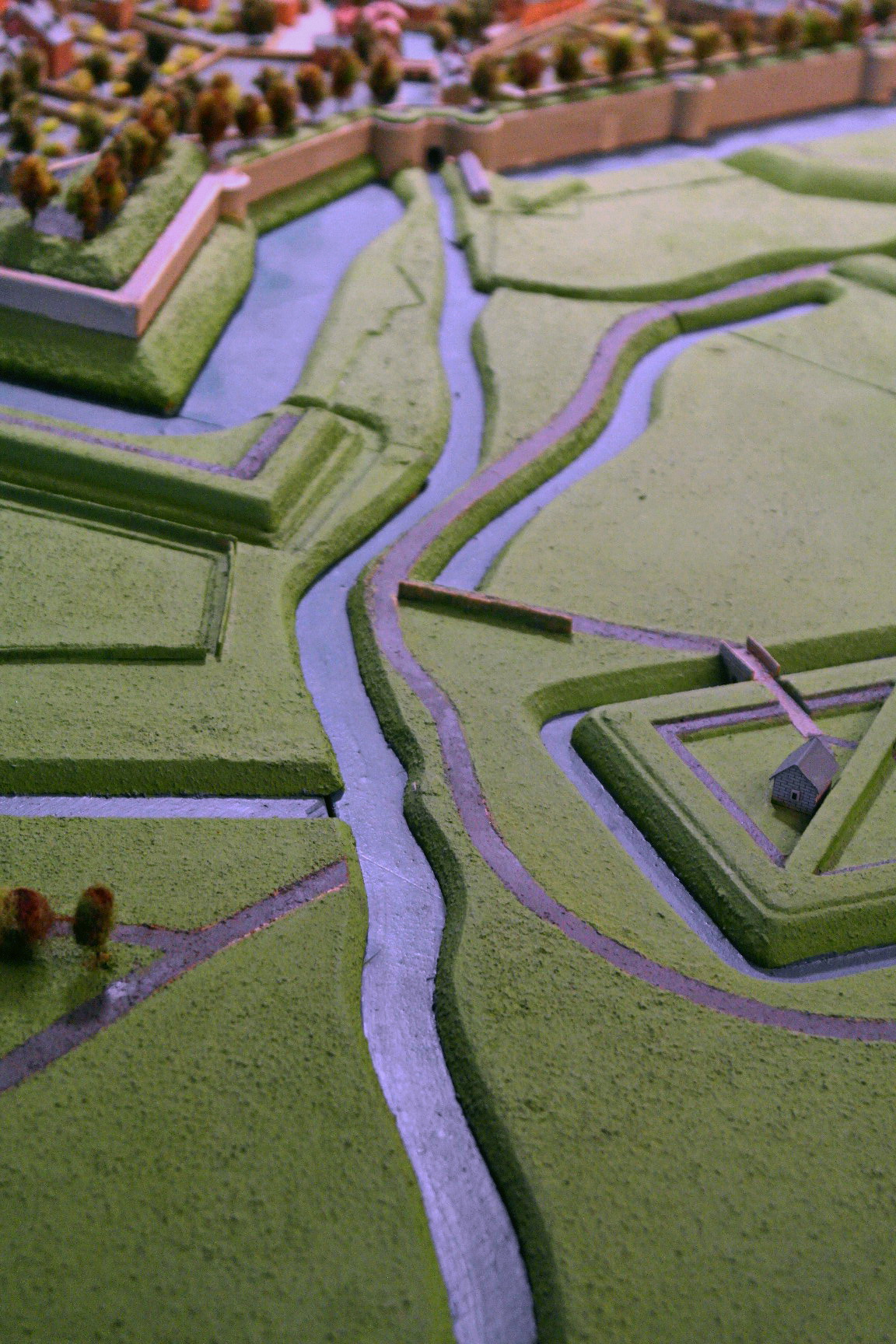
Detail Maquette van Maastricht, 1750
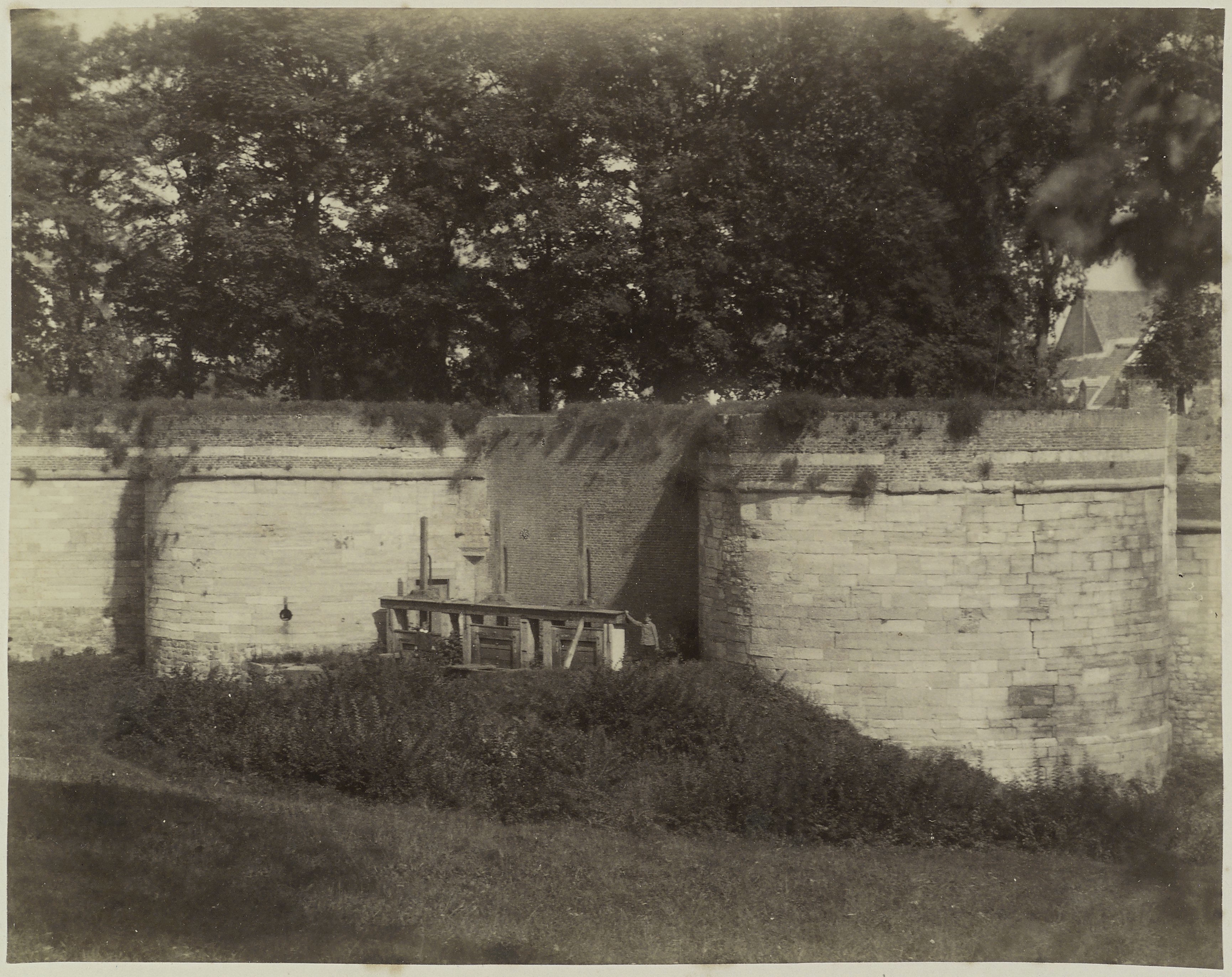
Zonder water(?) in 1884
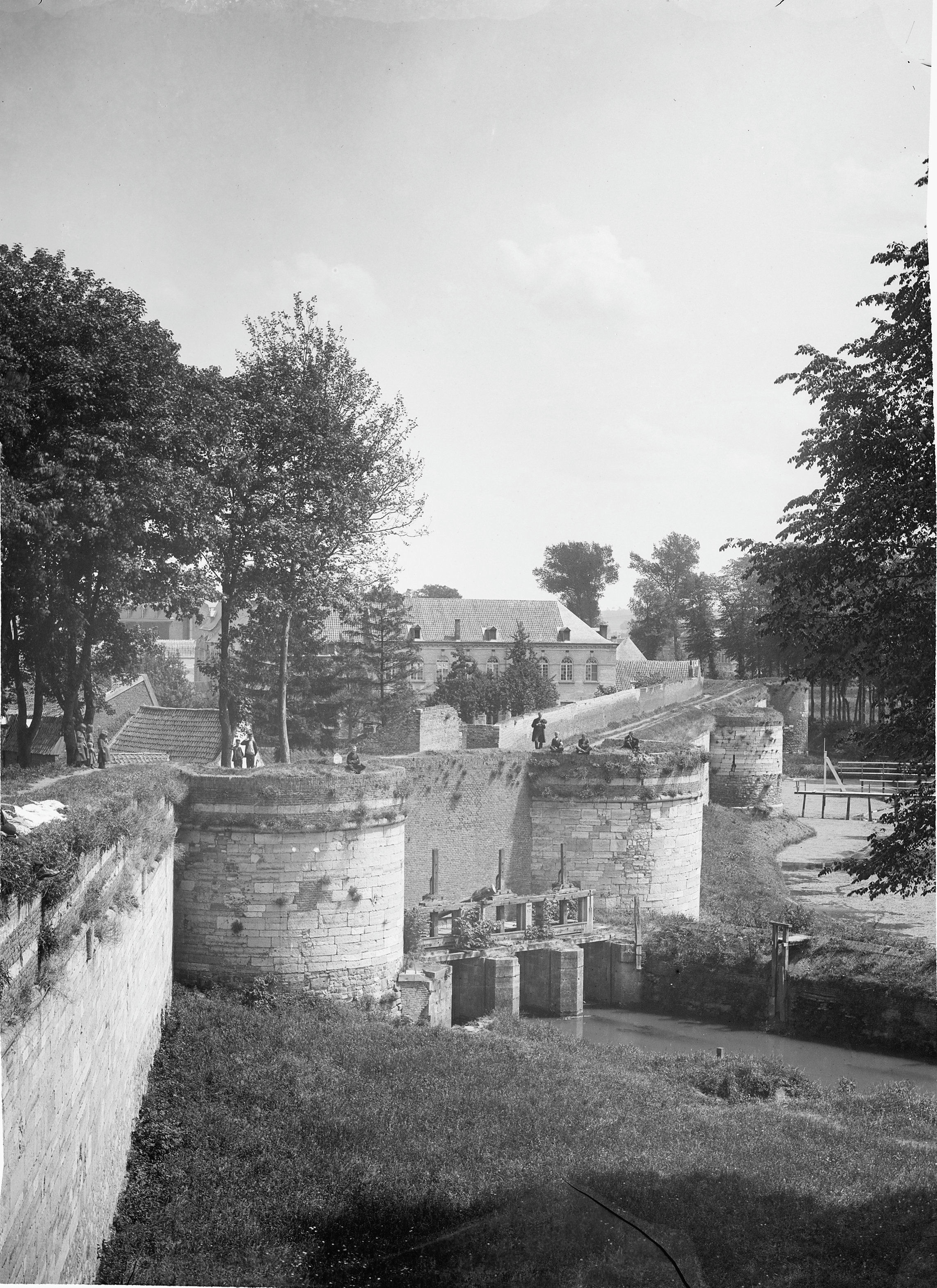
De Reek in 1893
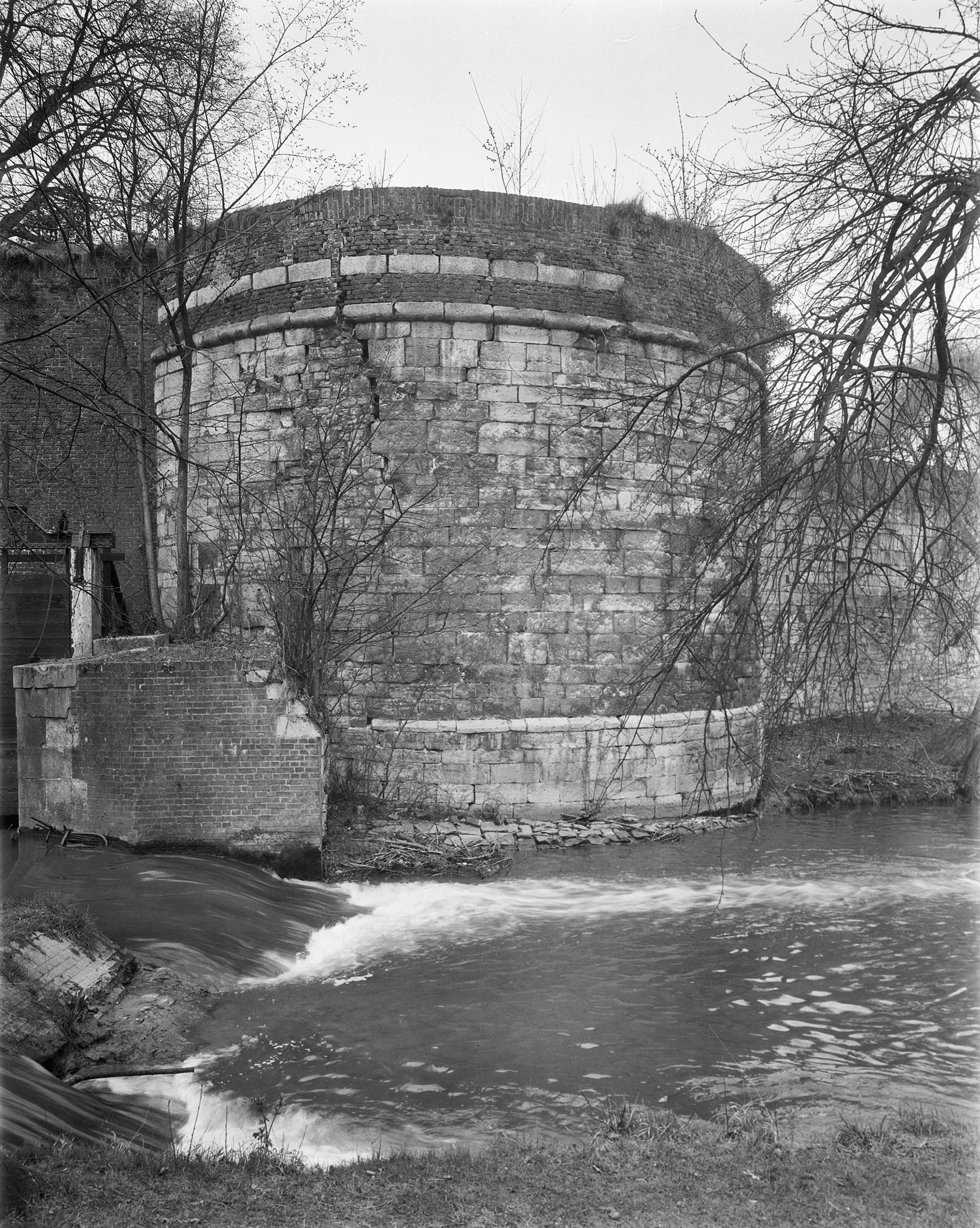
Oostelijke toren, 1959

## Beschrijving
De waterpoort is een onderdeel van de tweede middeleeuwse ommuring van Maastricht uit de 14e en 15e eeuw. Het bouwwerk bestaat uit een muur van baksteen met een opening voor het water, die tussen twee rondelen is geplaatst. De rondelen zijn bekleed met Naamse steen. De poort bevat een poterne, een smal poortje om in oorlogstijd ook de sluiswerken te kunnen bedienen en om onderhoud te plegen.

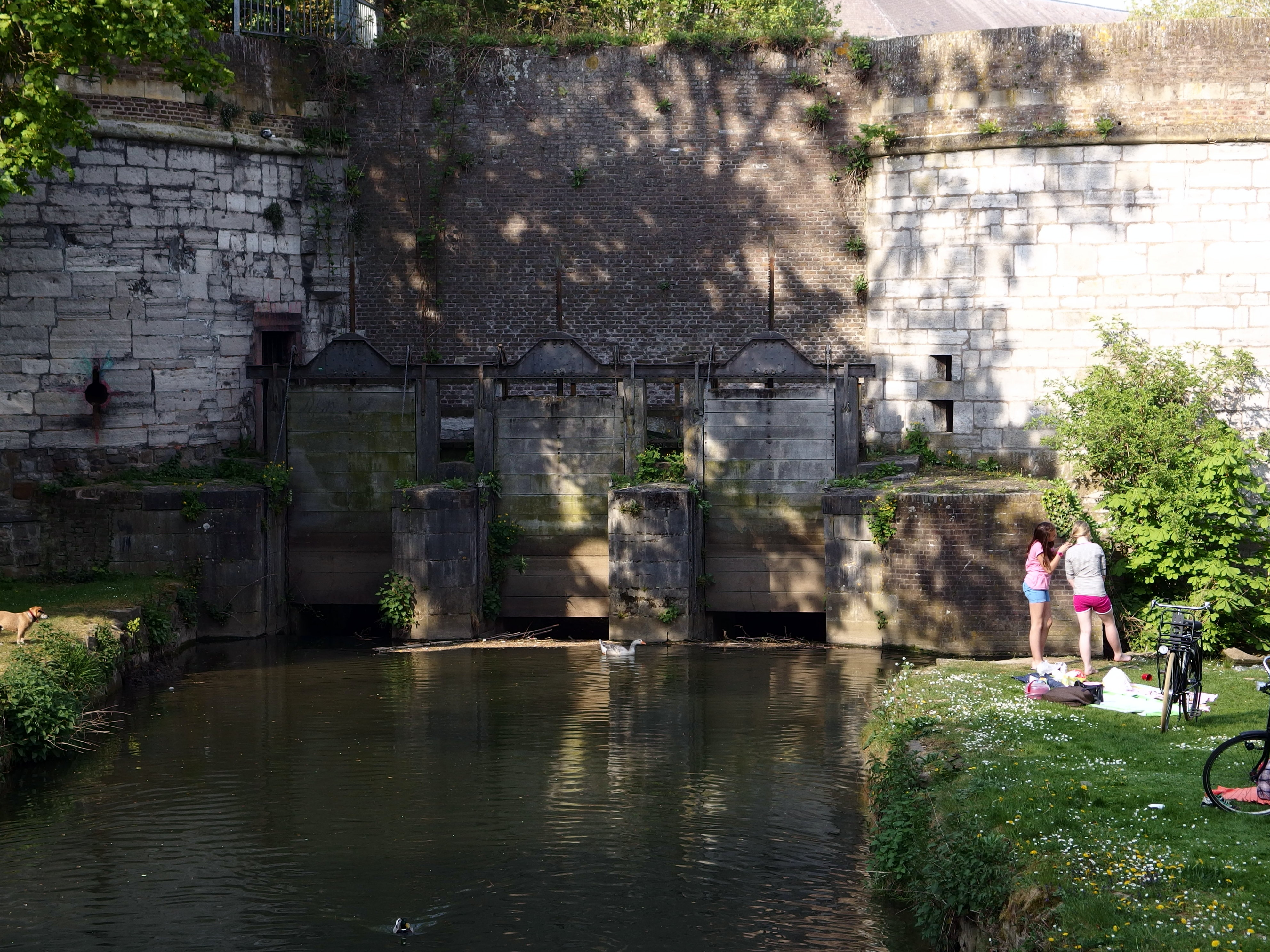
Sluishekken
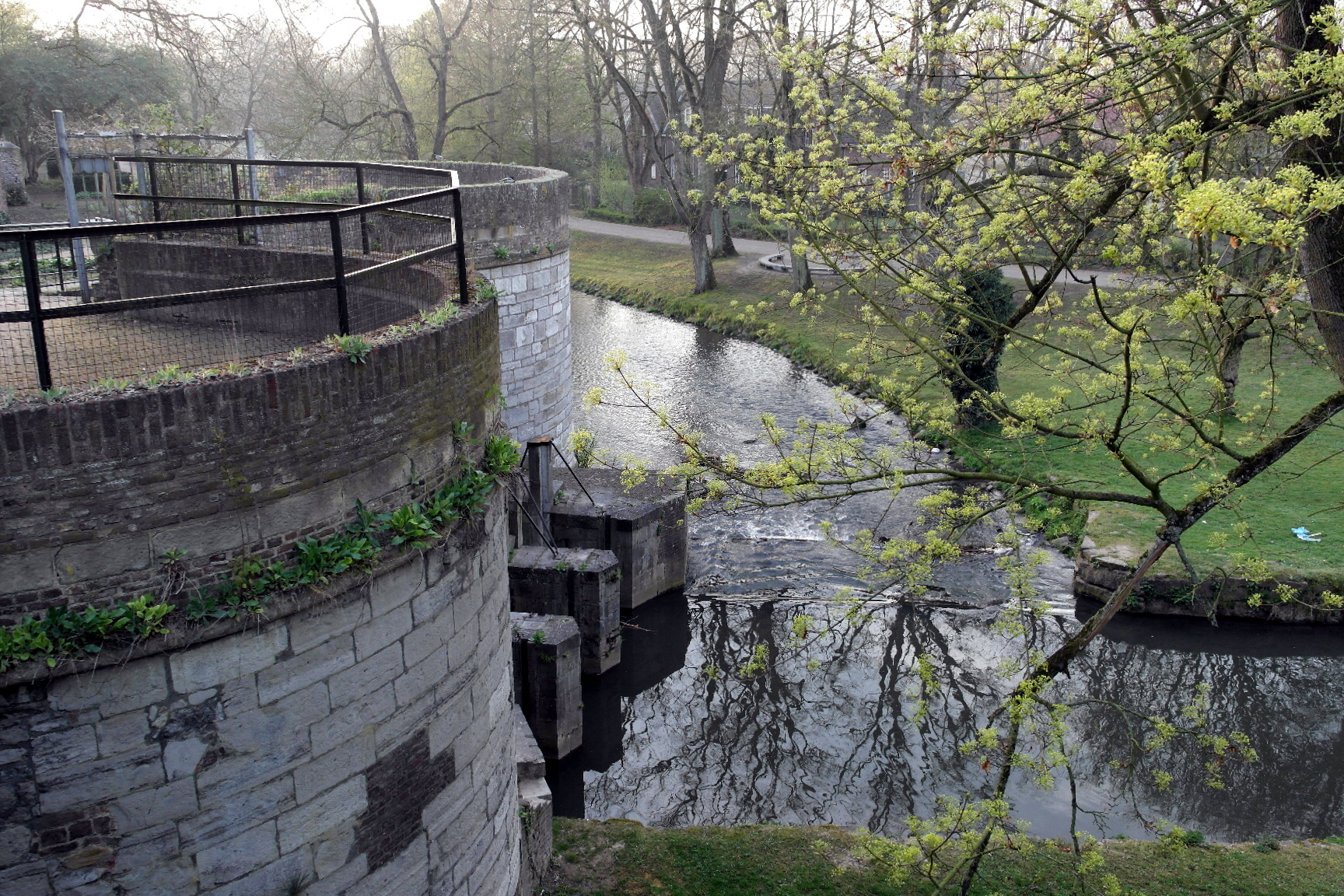
Vanaf de stadswal
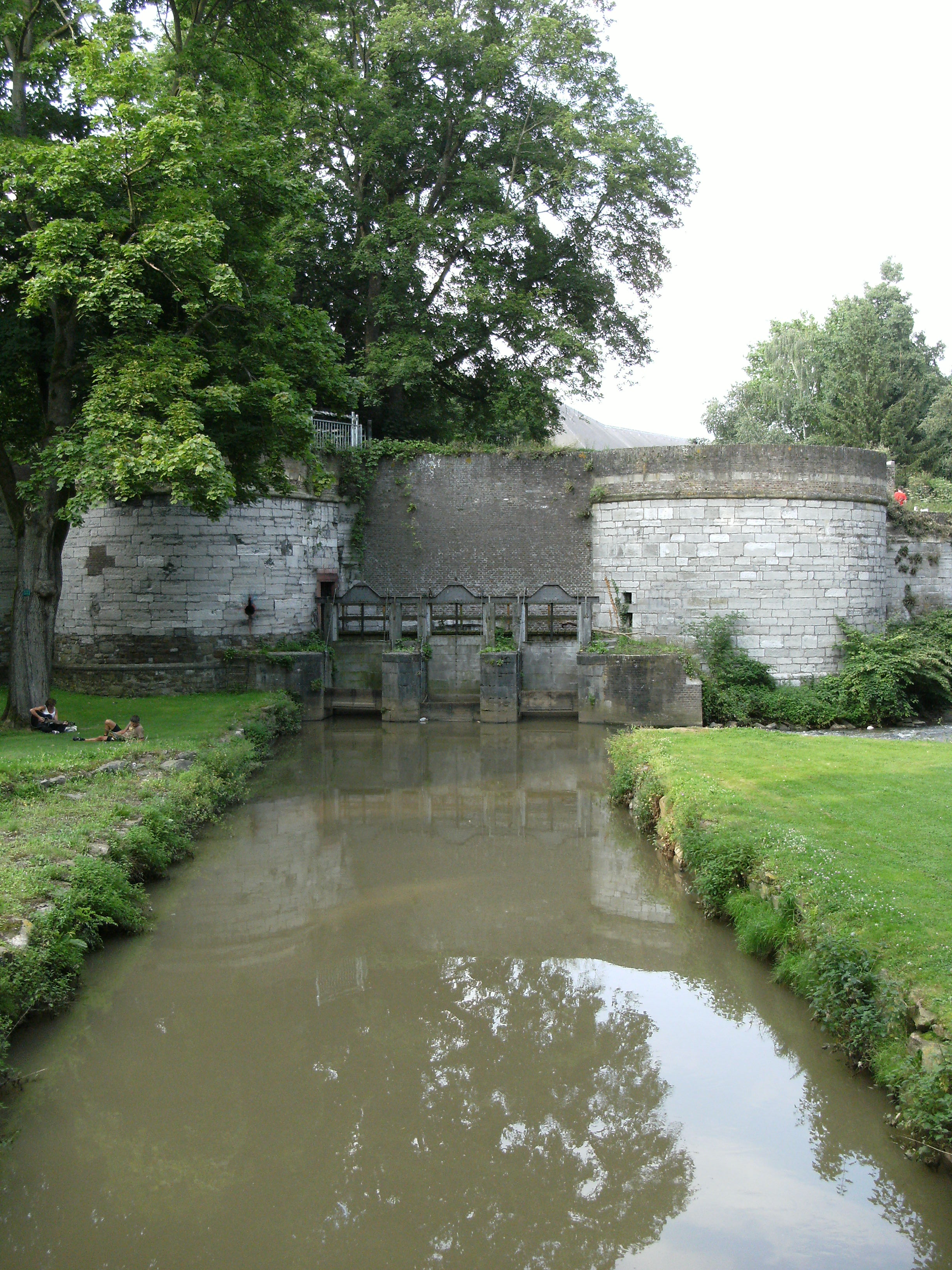
Stroomafwaarts
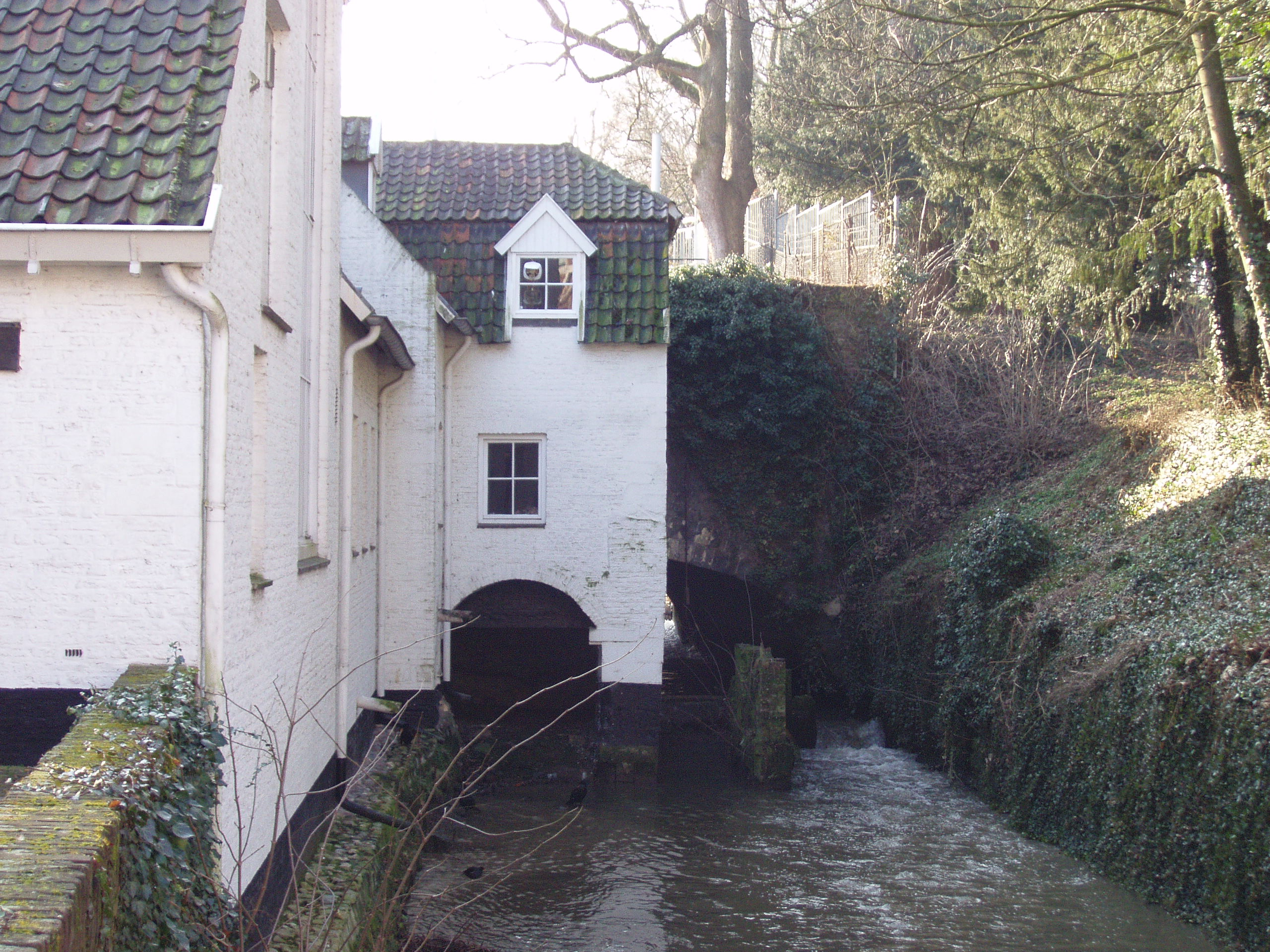
Stroomopwaarts: De Reek